# Gymnopilus aurantiobrunneus
Gymnopilus aurantiobrunneus là một loài nấm thuộc họ Cortinariaceae.